# Voloșa, Sarnî
Voloșa (în ucraineană Волоша) este un sat în comuna Kuzmivka din raionul Sarnî, regiunea Rivne, Ucraina.

## Demografie
Componența lingvistică a localității Voloșa
     Ucraineană (100%)
Conform recensământului din 2001, toată populația localității Voloșa era vorbitoare de ucraineană (100%).